# Le Cercle des amies
Pour plus de détails, voir Fiche technique et Distribution.
Le Cercle des amies (Circle of Friends) est un film américain réalisé par Pat O'Connor, sorti en 1995.

## Synopsis
En 1957, les amours respectives parfois tumultueuses de trois amies d'enfance qui étudient à l'université de Dublin.

## Fiche technique
- Titre : Le Cercle des amies
- Titre original : Circle of Friends
- Réalisation : Pat O'Connor
- Scénario : Andrew Davies
- Musique : Michael Kamen
- Pays d'origine :  Irlande,  Royaume-Uni et  États-Unis
- Sociétés de production : Savoy Pictures
- Genre : Drame
- Durée : 103 minutes
- Date de sortie : 17 mars 1995

## Distribution
- Chris O'Donnell : Jack Foley
- Minnie Driver : Bernadette "Benny" Hogan
- Geraldine O'Rawe : Eve Malone
- Saffron Burrows : Nan Mahon
- Alan Cumming : Sean Walsh
- Colin Firth : Simon Westward
- Aidan Gillen : Aidan Lynch
- Mick Lally : Dan Hogan
- Britta Smith : Mme Hogan
- John Kavanagh : Brian Mahon
- Ruth McCabe : Emily Mahon
- Ciarán Hinds : le professeur Flynn
- Tony Doyle : Dr Foley
- Tom Hickey : le professeur Maclure
- Jason Barry : Nasey Mahon